# سيد عبد الله باشا
السيد عبد الله باشا (توفي في مارس 1761، حلب) رجل دولة عثماني شغل منصب الاصدر الأعظم بيم عامي 1747 و1750. كما شغل منصب الحاكم العثماني لقبرص (1745-46 ومرة أخرى في 1746-47) والرقة (1746) وقونية (1750) والبوسنة (1750-51) و=ومصر (1751-52) وديار بكر (1752-60) وحلب (1760).
وُلد عبد الله باشا في كركوك، وهو ابن سيد حسن باشا الذي شغل منصب الصدر الأعظم هو الآخر من قبل. التحق بمدرسة الإندورن في شبابه وأصبح وزيراً في ديسمبر 1745.
توفي وهو حاكم لحلب في مارس عام 1760.